# Ascodichaenaceae
Ascodichaenaceae is een familie van de Leotiomycetes, behorend tot de orde van Rhytismatales. Het typegeslacht is Ascodichaena.

## Taxonomie
De familie Ascodichaenaceae bestaat uit de volgende geslachten:
- Ascodichaena
- Delpinoina
- Macroallantina